# Liste der Naturdenkmale im Landkreis Saalfeld-Rudolstadt
In der Liste der Naturdenkmale im Landkreis Saalfeld-Rudolstadt sind die Naturdenkmale im Gebiet des Landkreises Saalfeld-Rudolstadt in Thüringen aufgelistet.

## Naturdenkmale
| Nr. | Bezeichnung                  | Botanische Bezeichnung | Lage                             | Kommune             | Gemarkung       | Beschreibung                                                                          | Bild            |
| --- | ---------------------------- | ---------------------- | -------------------------------- | ------------------- | --------------- | ------------------------------------------------------------------------------------- | --------------- |
| 1   | Anger-Linde mit Halseisen    |                        | 50° 31′ 26,4″ N, 11° 5′ 10″ O    | Meura               | Meura           |                                                                                       |                 |
| 2   | Gerichts-Linde               |                        | 50° 46′ 12,5″ N, 11° 27′ 38,9″ O | Uhlstädt-Kirchhasel | Heilingen       |                                                                                       |                 |
| 3   | Mankenbach-Linde             |                        | 50° 37′ 9,5″ N, 11° 8′ 13,7″ O   | Königsee            | Mankenbach      |                                                                                       |                 |
| 4   | Knoll-Linde                  |                        | 50° 48′ 19,1″ N, 11° 16′ 19,3″ O | Rudolstadt          | Haufeld         |                                                                                       | weitere Bilder  |
| 5   | Schlossgarten-Eibe           |                        | 50° 31′ 35″ N, 11° 18′ 7,9″ O    | Gräfenthal          | Gräfenthal      | Schloss Wespenstein                                                                   | Bild gesucht BW |
| 6   | Eibe                         |                        | 50° 46′ 34,5″ N, 11° 17′ 21,2″ O | Rudolstadt          | Milbitz/Teichel |                                                                                       | weitere Bilder  |
| 7   | Streipert-Eiche              |                        | 50° 47′ 15,7″ N, 11° 24′ 5,1″ O  | Uhlstädt-Kirchhasel | Engerda         |                                                                                       | weitere Bilder  |
| 8   | Georgs-Eiche                 |                        | 50° 41′ 40,3″ N, 11° 12′ 47,4″ O | Königsee            | Leutnitz        |                                                                                       | weitere Bilder  |
| 9   | Fröbel-Eiche                 |                        | 50° 40′ 50,8″ N, 11° 16′ 13,8″ O | Bad Blankenburg     | Bad Blankenburg |                                                                                       | weitere Bilder  |
| 11  | Wildapfelbaum                |                        | 50° 31′ 36,1″ N, 11° 16′ 24,6″ O | Gräfenthal          | Gebersdorf      |                                                                                       | Bild gesucht BW |
| 12  | Tanne im Roten Stein         |                        | 50° 35′ 53,2″ N, 11° 8′ 25,4″ O  | Schwarzatal         | Mellenbach      |                                                                                       | weitere Bilder  |
| 13  | Wildapfel im Karbich         |                        | 50° 34′ 56,6″ N, 11° 5′ 10″ O    | Schwarzatal         | Meuselbach      |                                                                                       | weitere Bilder  |
| 14  | Spaal-Linde                  |                        | 50° 47′ 36,2″ N, 11° 23′ 50,3″ O | Uhlstädt-Kirchhasel | Engerda         |                                                                                       | weitere Bilder  |
| 15  | Alte Eichen                  |                        | 50° 46′ 29″ N, 11° 19′ 38,3″ O   | Uhlstädt-Kirchhasel | Clöswitz        |                                                                                       | weitere Bilder  |
| 16  | Linde                        |                        | 50° 39′ 29,2″ N, 11° 6′ 50,8″ O  | Königsee            | Lichta          | Im März 2016 in Brand gesteckt. Bei den Löscharbeiten bis auf etwa 5 m Höhe gestutzt. | Bild gesucht BW |
| 17  | Fuchsbaum-Linde              |                        | 50° 44′ 8,8″ N, 11° 15′ 7″ O     | Rudolstadt          | Lichstedt       |                                                                                       | weitere Bilder  |
| 18  | Knörzel-Eiche                |                        | 50° 39′ 44,1″ N, 11° 16′ 28,4″ O | Bad Blankenburg     | Oberwirbach     |                                                                                       | weitere Bilder  |
| 19  | Schloss-Linde (Heidecksburg) |                        | 50° 43′ 24,4″ N, 11° 20′ 17,4″ O | Rudolstadt          | Rudolstadt      |                                                                                       | weitere Bilder  |
| 20  | Eiche an der Schillershöhe   |                        | 50° 42′ 25,5″ N, 11° 19′ 46,7″ O | Rudolstadt          | Rudolstadt      |                                                                                       | weitere Bilder  |
| 21  | Stelzen-Buche (Wurzelburg)   |                        | 50° 43′ 27,7″ N, 11° 20′ 2,9″ O  | Rudolstadt          | Rudolstadt      |                                                                                       | weitere Bilder  |
| 22  | Edelkastanie                 |                        | 50° 42′ 55,1″ N, 11° 19′ 58,1″ O | Rudolstadt          | Rudolstadt      |                                                                                       | weitere Bilder  |
| 23  | Kandelaber-Fichte            |                        | 50° 38′ 15,7″ N, 11° 12′ 27,7″ O | Schwarzburg         | Schwarzburg     | Totalverlust - wurde (wegen Schädlingsbefall gefällt!)                                | Bild gesucht BW |
| 24  | Saalwiesen-Linde             |                        | 50° 44′ 25,4″ N, 11° 29′ 29,8″ O | Uhlstädt-Kirchhasel | Uhlstädt        |                                                                                       | weitere Bilder  |
| 25  | Acht Buchen                  |                        | 50° 44′ 16,8″ N, 11° 30′ 47,5″ O | Uhlstädt-Kirchhasel | Zeutsch         |                                                                                       | weitere Bilder  |
| 26  | Lehmgrube                    |                        | 50° 33′ 26,6″ N, 11° 24′ 11,5″ O | Leutenberg          | Schweinbach     |                                                                                       | Bild gesucht BW |
| 27  | Quellmoor am Hangfuß         |                        | 50° 46′ 10″ N, 11° 11′ 32″ O     | Rudolstadt          | Altremda        |                                                                                       | weitere Bilder  |